# NGC 1698
NGC 1698 is een open sterrenhoop in het sterrenbeeld Goudvis. Het hemelobject werd op 2 december 1834 ontdekt door de Britse astronoom John Herschel.

## Synoniemen
- ESO 56-SC6